# Casado y con suegra
Casado y con suegra, titulada originalmente Hot Water, es una película cómica estadounidense de 1924. Está dirigida por Fred C. Newmeyer y Sam Taylor e interpretada por Harold Lloyd.

## Argumento
La película se puede dividir en tres partes bien diferenciadas:
- En el tranvía. Harold y el pavo.

Hubby (Harold Lloyd) es un joven felizmente casado. Un día, su mujer (Jobyna Ralston), le pide que haga las compras. En el mercado, le toca un pavo vivo en una rifa. Cargado de paquetes y con el pavo, volverá a casa en un tranvía lleno de pasajeros.
- Paseo en coche con la familia.

Al llegar a casa, Harold encuentra que han llegado de visita su suegra y sus cuñados. Invita a su mujer a dar un paseo en el nuevo coche que le entregan pero, para su disgusto, también se apunta su familia política.
- Sonambulismo.

La suegra de Harold (Josephine Crowell) es sonámbula, pero él lo desconoce y esto creará una serie de cómicos malentendidos.

## Reparto
- Harold Lloyd es Hubby Harold

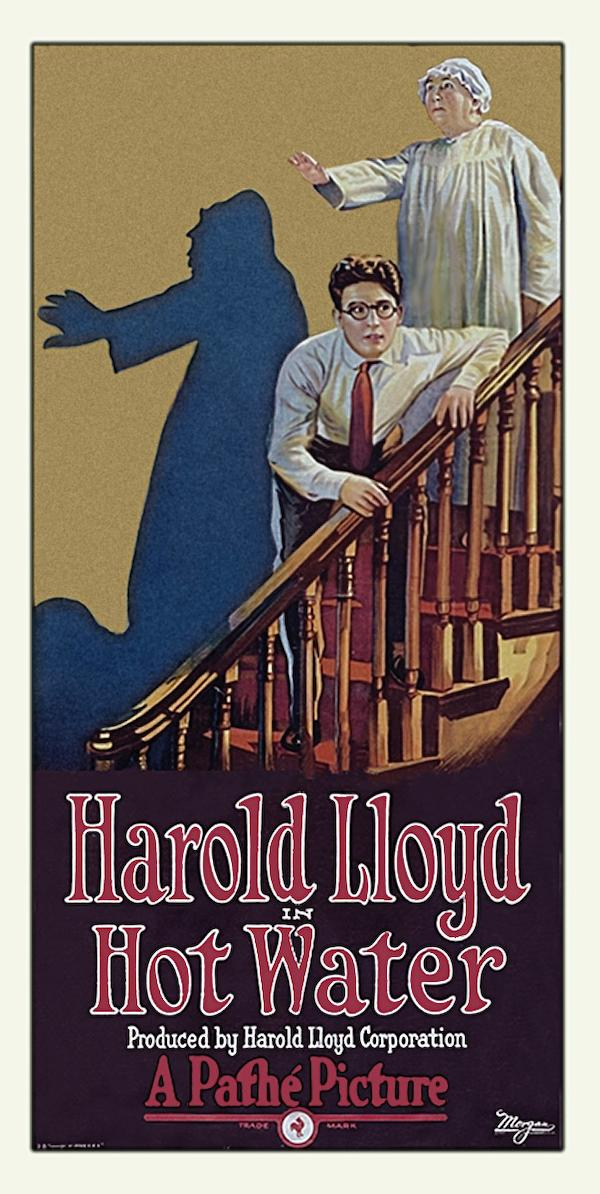
Cartel publicitario de la película

- Jobyna Ralston es Wifey, su mujer
- Josephine Crowell es la madre de ella, Winnifred
- Charles Stevenson es el hermano mayor de Wifey, Charley
- Mickey McBan es su hermano menor, Bobby

## Producción

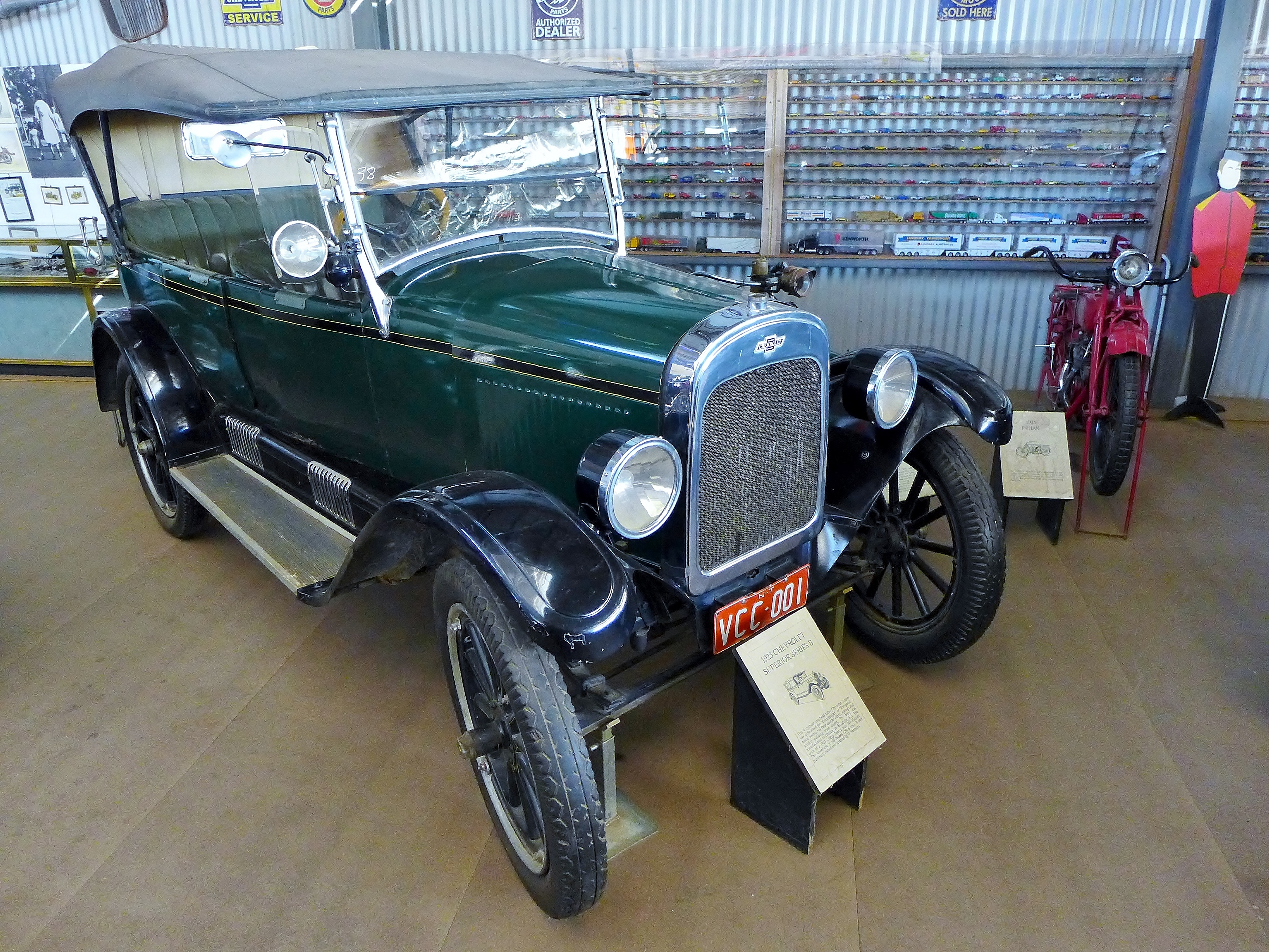
Chevrolet Superior Serie B 1923

En la película, aparece Harold Lloyd conduciendo un coche "Butterfly Six", nombre ficticio, pues en realidad se trata de un Chevrolet Superior Sedan de 1923.